# Steady-State-Theorie
Die Steady-State-Theorie (Gleichgewichtstheorie) wurde Ende der 1940er Jahre von den Astronomen Fred Hoyle, Hermann Bondi und Thomas Gold als Alternative zur Urknall-Theorie entwickelt und 1948 in den Monthly Notices der Royal Astronomical Society der wissenschaftlichen Gemeinschaft vorgestellt. Auch diese Theorie geht von einem expandierenden Universum aus, da ältere Theorien, die ein statisches Universum annahmen, aufgrund astronomischer Beobachtungen unhaltbar geworden waren. Allerdings nehmen Vertreter der Steady-State-Theorie an, dass permanent und homogen im gesamten Raum neue Materie erzeugt wird, wodurch die Dichte der Materie konstant gehalten wird.
Im Jahr 2014 wurde bekannt, dass sich die Grundidee auch schon in einem Manuskript von Albert Einstein aus dem Jahr 1931 befindet, das im Besitz der Universität Jerusalem ist, bis dahin aber nicht näher untersucht worden war.

## Probleme
Probleme mit der Steady-State-Theorie tauchten das erste Mal in den späten 1960ern auf, als Beobachtungen die Vermutung stützten, dass sich die Galaxien über kosmologische Zeiträume verändern. Quasare und Radiogalaxien waren ausschließlich in fernen Galaxien gefunden worden. Dies widerspricht der Kernidee der Steady-State-Theorie, das Universum sehe zu allen Zeiten gleich aus.
Die meisten Kosmologen sehen die Steady-State-Theorie wegen der Entdeckung der Hintergrundstrahlung im Jahr 1964, die von der Urknalltheorie vorhergesagt worden war, als widerlegt an. Stephen Hawking sagte, dass die Entdeckung des Mikrowellenhintergrundes und die Vermutung, dass dieser mit dem Urknall in Verbindung zu bringen sei, der letzte Nagel zum Sarg der Steady-State-Theorie gewesen sei. In der Steady-State-Theorie ist der Mikrowellenhintergrund das Ergebnis des Lichtes alter Sterne, das durch Staubwolken gestreut wurde. Dennoch hat diese Theorie die meisten Kosmologen nicht überzeugt, da der Mikrowellenhintergrund sehr gleichmäßig ist, was punktförmige Quellen unwahrscheinlich werden lässt. Außerdem zeigt der Mikrowellenhintergrund keine Polarisation, die aber normalerweise eine Folge der Lichtstreuung ist. Außerdem ist sein Spektrum so nah an dem eines idealen schwarzen Körpers, dass es nur schwer durch die Überlagerung der Strahlung verschiedener Staubwolken unterschiedlicher Temperatur bei unterschiedlichen Rotverschiebungen entstanden sein kann. Heutige Präzisionsmessungen der Strahlung, zusammen mit den Ergebnissen von Himmelsdurchmusterungen, bestätigen das.
Seit dieser Zeit wird die Urknalltheorie als die beste Theorie zur Beschreibung des Ursprungs des Universums betrachtet. In den meisten astrophysikalischen Publikationen wird die Urknalltheorie als Ursprung des Universums vorausgesetzt und als Basis für komplexere Theorien gebraucht.

## Neue Entwicklungen
Im Jahr 1993 versuchten Hoyle, Geoffrey Burbidge und Jayant V. Narlikar die Theorie neu zu beleben. Sie stellten die These auf, dass die Erzeugung neuer Materie in Einzelschritten oder Sprüngen erfolgt, die als „Mini-Bangs“ oder „Mini-Entstehungsereignisse“ bezeichnet werden. Die Mini-Bangs könnten sogenannte Weiße Löcher sein, die durch Wurmlöcher von „Black Holes“ gespeist werden, die in einer anderen Raumzeit entstanden sind. In einem solchen Kosmologiemodell ist eine erste Ursache nicht ausgeschlossen, aber kein Muss. Das Universum entsteht über alle Zeiten hinweg immer wieder neu, was auch ein Erklärungsansatz für die Tatsache ist, dass in physikalischen Gleichungen die Zeit keinen Richtungsverlauf hat.
Jedoch wird auch die neue Variante vom Großteil der wissenschaftlichen Gemeinschaft abgelehnt.